# Ronald Dennis
Ronald Dennis Watson, detto Ronnie (Dayton, 2 ottobre 1944 – 17 dicembre 2022), è stato un attore, ballerino e cantante statunitense.

## Biografia
Era noto soprattutto come interprete di musical a Broadway, Off Broadway e nel resto degli Stati Uniti. Tra le sue apparizioni più celebri si ricordano: Hello, Dolly! (Broadway, 1964), Show Boat (Washington, New York, 1966), Hallelujah, Baby! (tour americano, 1968), Of Thee I Sing (Off Broadway, 1969), A Chorus Line (Broadway, 1975; tour statunitense, 1976), My One and Only (Broadway, 1983) ed il secondo tour statunitense di La Cage aux Folles nel 1984.
Dichiaratamente gay e sieropositivo dal 1985, è morto nel 2022 all'età di 78 anni.

## Filmografia

### Televisione
- I ragazzi del sabato sera - serie TV, 1 episodio (1978)
- Baretta - serie TV, 1 episodio (1978)